# Fredrik Bekken
Fredrik Raaen Bekken (* 11. März 1975 in Drammen) ist ein ehemaliger norwegischer Ruderer.
Bekken gewann bei den Junioren-Weltmeisterschaften 1991 im Doppelzweier zusammen mit Sigurd Hadler Olsen die Silbermedaille, 1993 siegte er im Einer. 1994 belegte er im Einer den siebten Platz bei den U23-Weltmeisterschaften. Bei den Olympischen Spielen in Atlanta erreichte Bekken im Einer das A-Finale und belegte den sechsten Platz. Nachdem Bekken im Weltcup 1997 in Paris Dritter und in Luzern Zweiter hinter Iztok Čop war, erreichte er bei den Weltmeisterschaften lediglich den zehnten Platz. 1998 belegte er bei den Weltmeisterschaften den siebten Platz. 
1999 bildete Fredrik Bekken mit Olaf Tufte einen Doppelzweier und gewann im belgischen Hazewinkel die erste Weltcup-Regatta. Nach einem zweiten Platz in Wien hinter den Slowenen Iztok Čop und Luka Špik siegten Bekken und Tufte in Luzern. Bei den Weltmeisterschaften in St. Catharines gewannen die beiden Slowenen vor den Deutschen Sebastian Mayer und Stefan Roehnert, Bekken und Tufte erhielten die Bronzemedaille. Im Weltcup 2000 siegten die Slowenen in München und Luzern vor den Norwegern, in Wien siegten die Norweger vor dem italienischen Doppelzweier. Bei den Olympischen Spielen in Sydney erhielten Bekken und Tufte die Silbermedaille hinter den Slowenen und vor den Italienern.
Der 1,83 m große Fredrik Bekken ruderte für den Drammen Roklub